# K Wuustwezel FC (féminines)
Maillots
Le K. Wuustwezel FC est un club de football féminin belge situé à Wuustwezel dans la province d'Anvers. Jusqu'en 2014, le club évoluait sous le nom de K. Achterbroek VV, avant de se détacher de l'équipe masculine pour rejoindre le Wuustwezel FC.

## Histoire
Le club, alors appelé K. Achterbroek VV, ne joue qu'une seule saison en Division 1. En 2011-2012, il termine 13e du classement et descend en Division 2. Deux ans plus tard, des divergences entre les directions des sections masculine et féminine du club mènent au départ de l'équipe dames, qui rejoint le K Wuustwezel FC.

## Palmarès
- Champion de Belgique D2 (1) : 2017
- Champion de Belgique D3 (1) : 2006